# Ptorthocera nevermanni
Ptorthocera nevermanni is een keversoort uit de familie Callirhipidae. De wetenschappelijke naam van de soort is voor het eerst geldig gepubliceerd in 1931 door von Emden.